# Michel Van Aerde
Michel Van Aerde (Zomergem, Flandes Oriental, 2 de octubre de 1933 - Burst, Erpe-Mere, 11 de agosto de 2020) fue un ciclista belga que fue profesional entre 1956 y 1966, consiguiendo 19 victorias. De entre estas victorias destacan el Campeonato de Bélgica en ruta de 1961 y dos etapas al Tour de Francia, el 1960 y 1961.

## Palmarés
- 1955
  - 1.º en la Beveren-Waas
- 1956
  - 1.º en Melsele
  - 1.º en el Stadsprijs Geraardsbergen
- 1957
  - 1.º en el Stadsprijs Geraardsbergen
  - 1.º en la París-Valenciennes
  - 1.º en el Trofeo de los Tres Países
  - Vencedor de una etapa en el Tour de Normandía
  - Vencedor de 2 etapas en el Critèrium del Dauphiné Libéré
- 1959
  - 1.º en la St Lieven-Esse
  - Vencedor de una etapa en la París-Niza
- 1960
  - Vencedor de una etapa al Tour de Francia
- 1961
  - Campeón de Bélgica en ruta
  - 1.º en Erembodegem
  - 1.º en Zonnegem
  - 1.º en el Circuito de las 3 Provincias
  - Vencedor de una etapa al Tour de Francia
- 1962
  - Vencedor de una etapa a la Vuelta en Bélgica
- 1963
  - 1.º en el Gran Premio de Burst

### Resultados al Tour de Francia
- 1959. 22º de la clasificación general
- 1960. 24º de la clasificación general. Vencedor de una etapa
- 1961. 13º de la clasificación general. Vencedor de una etapa
- 1962. Abandona (14.ª etapa)
- 1963. Abandona (16.ª etapa)
- 1964. 58.º de la clasificación general
- 1965. 35º de la clasificación general

### Resultados a la Vuelta en España
- 1964. 24º de la clasificación general
- 1965. Abandona